# Val Bisoglio
Val Bisoglio est un acteur américain né le 7 mai 1926 à New York (New York) et mort le 18 octobre 2021 à Los Olivos (Californie).

## Filmographie
- 1964 : The Cool World de Shirley Clarke : Gangster
- 1956 : The Edge of Night (série télévisée) : Agent de Kitty (1964)
- 1966 : Hot Rod Hullabaloo
- 1968 : No Way to Treat a Lady : Détective Monaghan
- 1968 : The Brotherhood : Cheech
- 1971 : Inside O.U.T. (TV) : Bendix
- 1973 : Roll Out (série télévisée) : Capitaine Rocco Calvelli
- 1973 : The Marcus-Nelson Murders (TV) : Détective Lou Jacarrio
- 1973 : Don Angelo est mort (The Don Is Dead) : Pete Lazatti
- 1973 : If I Had a Million (TV)
- 1974 : The Life and Times of Captain Barney Miller (TV)
- 1975 : Linda Lovelace for President : Révérend Billy Easter
- 1975 : Matt Helm (TV) : Sergent James
- 1975 : L'Odyssée du Hindenburg (The Hindenburg) de Robert Wise : Lieutenant A. Lombardi
- 1976 : Quincy (Quincy, M.E.) : Danny Tovo
- 1976 : Monsieur Saint-Ives (St. Ives) : Finley Cummins
- 1977 : La Fièvre du samedi soir (Saturday Night Fever) : Frank Manero Sr.
- 1978 : Embarquement immédiat (Flying High) : Papa Bagranditello
- 1979 : Le Rabbin au Far West (The Frisco Kid) : Chef Gray Cloud
- 1979 : Mike et Ernie (Working Stiffs) (série télévisée) : Al Steckler
- 1999 : Diamonds : Tarzan